# Водяника красная
Водяника красная (лат. Empetrum rubrum) — вид растений семейства Вересковые (Ericaceae) с ареалом в Чили от Тальки (35 ° ю. ш.) до мыса Горн (55 ° ю. ш.); в районах соседней Аргентины; на Фолклендских островах и островах Тристан-да-Кунья. Одним из самых северных мест его естественного произрастания является Лагуна-дель-Мауле. В Чили этот вид часто растет на больших высотах недалеко от линии деревьев и может переносить альпийские условия, такие как сильный ветер и яркое солнце. На Фолклендских островах это доминирующий вид на больших территориях низменных и высокогорных карликовых кустарников, и он упоминается в неофициальном национальном гимне островов. Плоды съедобны.

## Галерея

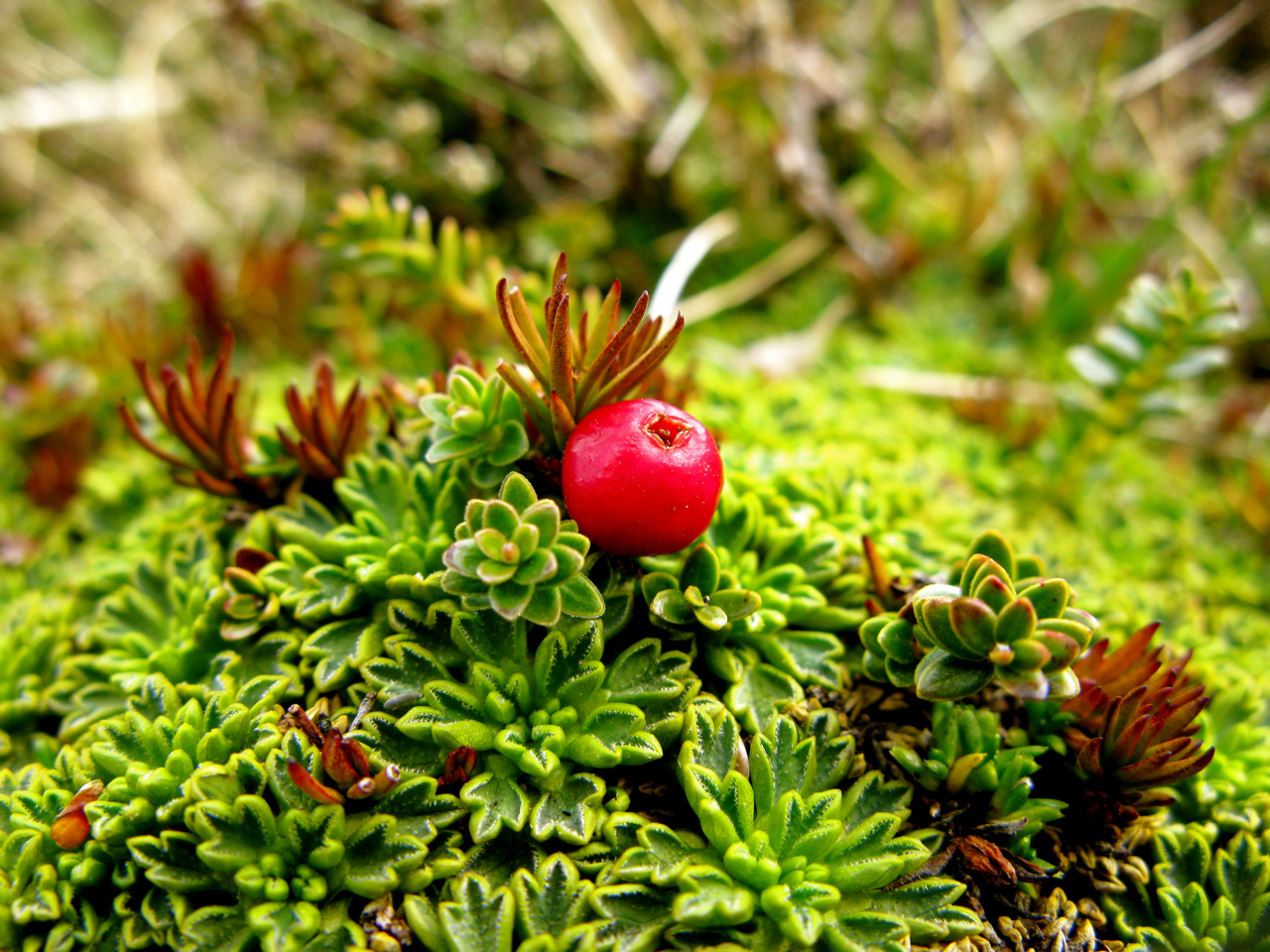
Empetrum rubrum на Наварино, Огненная Земля
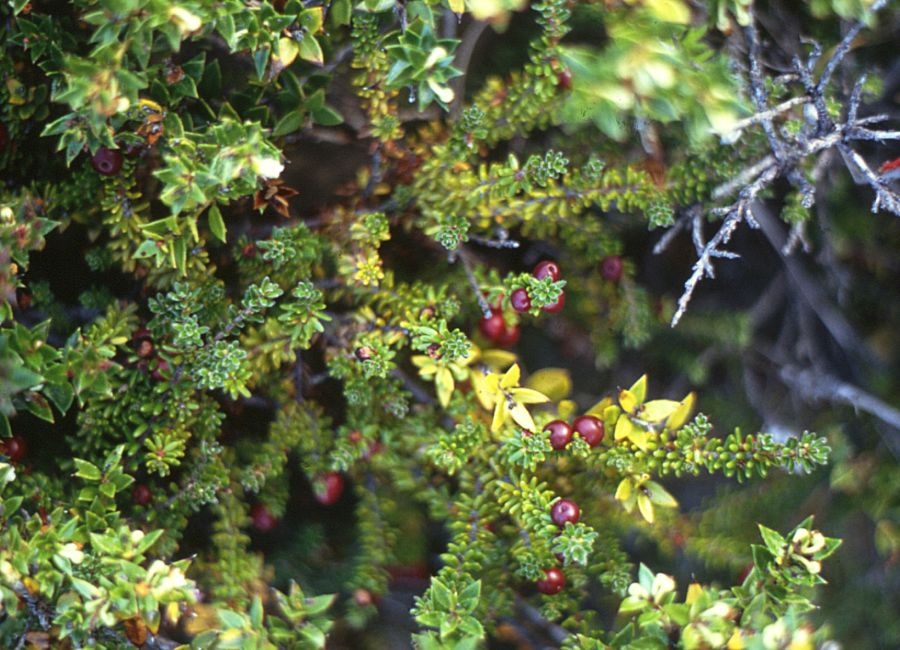
Empetrum rubrum в Торрес-дель-Пайне